# Angra dos Reis
Angra dos Reis is een Braziliaanse gemeente en archipel, gelegen in het zuidwesten van de staat Rio de Janeiro.

## Geografie

### Ligging
De gemeente ligt op zo'n 150 km afstand van de stad Rio de Janeiro en is beroemd door haar kust bestaande uit de baai van Ilha Grande die 365 eilanden herbergt, waarvan Ilha Grande het grootste en belangrijkste is. Belangrijkste bevolkingscentrum is de gelijknamige haven en stad.

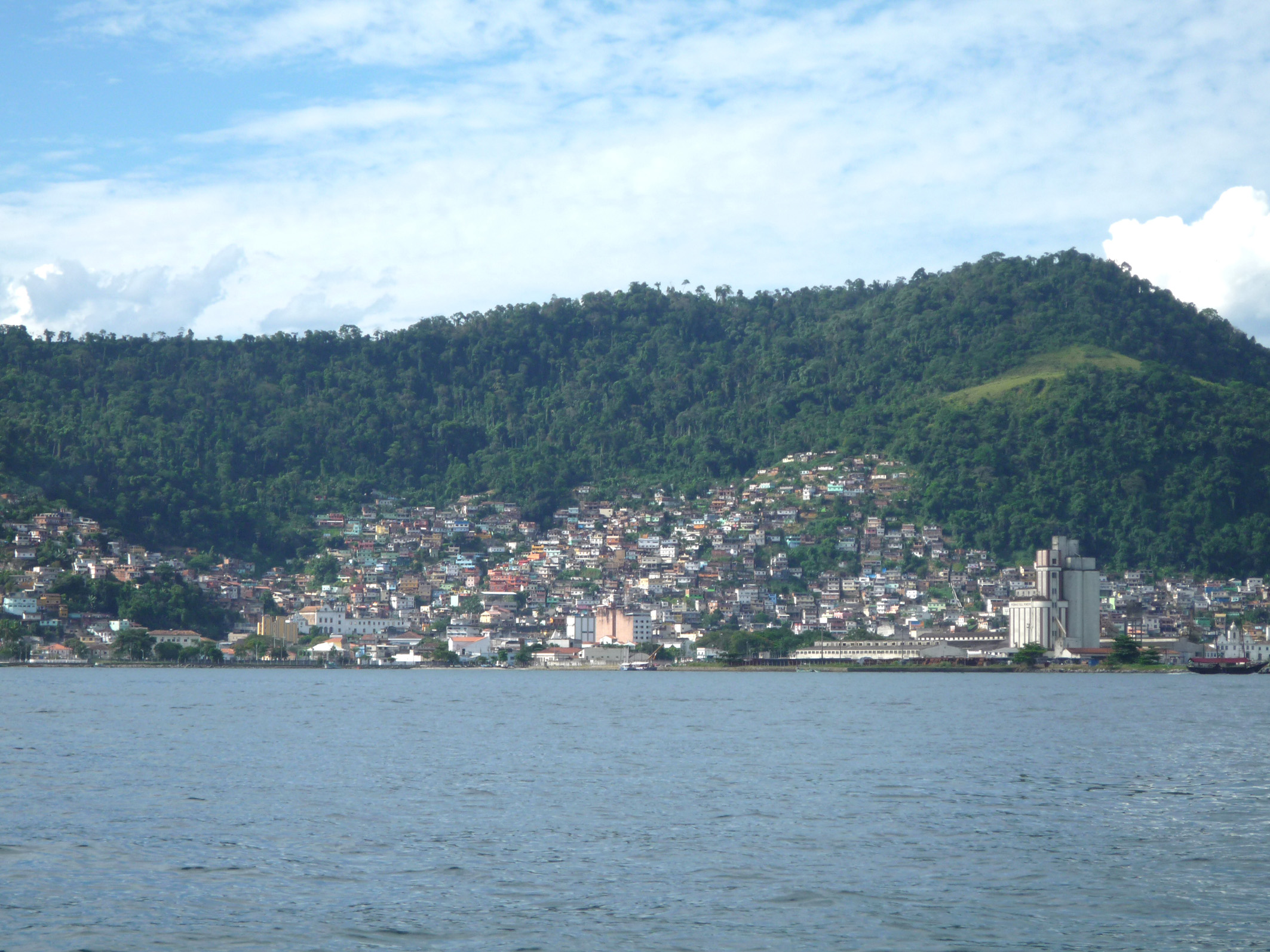
Aanzicht van Angra dos Reis

### Aangrenzende gemeenten
De gemeente grenst aan Mangaratiba, Paraty, Rio Claro, Bananal (SP), Cunha (SP) en São José do Barreiro (SP).

### Vegetatie
Angra dos Reis heeft een Mata Atlântica-vegetatie en bezit 80% van haar oorspronkelijke vegetatie.

## Economie
De belangrijkste economische activiteiten zijn: handel, visserij, industrie, diensten en toerisme. De haven heeft een olieterminal en een scheepsbouw.
Voorts herbergt de gemeente de enige kerncentrale van Brazilië. Eletrobras Eletronuclear is de eigenaar van de twee kernreactoren, Angra I met een capaciteit van 640 megawatt (MW) en Angra II met 1.350 MW. Angra I kwam in 1985 in gebruik en Angra II volgde op 1 september 2000. In 1984 werd ook begonnen met de bouw van een derde reactor, de Angra III. Deze reactor krijgt dezelfde specificaties als Angra II, maar in 1986 werd de bouw alweer stilgelegd. Eind 20e eeuw werden de plannen nieuw leven ingeblazen en in december 2008 tekende Eletronuclear een contract met Areva die het project gaat afmaken. Medio 2010 werd daadwerkelijk de bouw herstart en Angra III zou pas eind 2026 in gebruik komen.
Het toerisme is sterk ontwikkeld met talloze stranden, eilanden en ongerepte wateren geschikt voor zwemmen of duiken.

## Verkeer en vervoer
De plaats ligt aan de noord-zuidlopende weg BR-101 tussen Touros en São José do Norte. Daarnaast ligt ze aan de weg BR-494/RJ-155.